# Ревердатто, Виктор Владимирович
Ви́ктор Влади́мирович Реверда́тто (5 июня 1891 года, Харьков — 14 марта 1969 года, Томск) — геоботаник, исследователь растительности Сибири, организатор науки, доктор биологических наук (1935), профессор (1925), лауреат Сталинской премии. Заслуженный деятель науки РСФСР. Исследователь лекарственных растений Сибири. Составил карту растительности Южной Сибири. Автор классических трудов по истории флоры, лекарственным растениям.

## Биография
Виктор Владимирович Ревердатто родился в Харькове в семье Владимира Андреевича Ревердатто (27.06.1865, Феодосия — 1920), гражданина Франции. Предки Владимира Ревердатто были итальянцами, политическими эмигрантами из северной части Италии, носили фамилию Ревердитто. По окончании университета Владимир Ревердатто при поступлении на государственную службу в 1892 году принял российское подданство. Служил мировым судьёй, членом и председателем окружного суда в Новониколаевске. Умер в 1920 году от тифа под арестом ЧК. Мать — дворянка по происхождению, Елизавета Фёдоровна Тимофеева, родилась 3 февраля 1863 года, работала учителем. Отличалась сильным характером и консервативным мировоззрением. Умерла в 1941 году.
Виктор Ревердатто принял российское подданство по достижении совершеннолетия в 1913 году. Братья Виктора — Борис и Юрий, офицеры Белой армии, погибли.

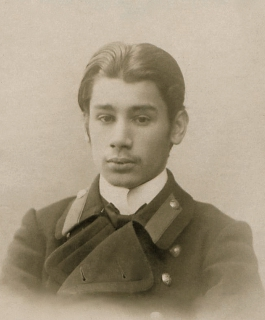
Брат Юрий (Георгий) Владимирович Ревердатто, январь 1911 года

После окончания в 1908 году реального училища в Томске Ревердатто поступил в 1911 году на химическое отделение Томского технологического института. В годы учёбы он стал активным участником кружка «маленьких ботаников» при Гербарии Томского университета, куда входили также Б. К. Шишкин и Л. А. Уткин, К. Т. Тюменцев, Л. П. Сергиевская, Т. Г. Попова и Л. Ф. Покровская. Крупнейший томский ботаник того времени П. Н. Крылов оценил увлечённость и способности Ревердатто и поручил ему проведение экспедиции в приенисейскую Арктику.

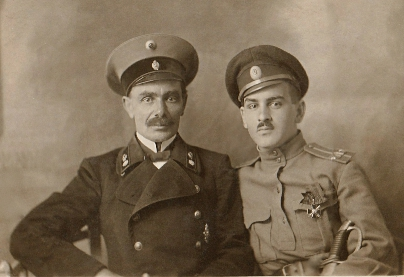
Владимир Андреевич и Борис Ревердатто

С 1919 года стал преподавать на кафедре ботаники Томского государственного университета (ТГУ), в 1925 году стал профессором ботаники, деканом и проректором университета. В ТГУ Ревердатто организовал первую в Сибири кафедру геоботаники, вёл почвенно-ботанические исследования земельных фондов для организуемых совхозов. В 1924—1937 годах вёл экспедиционные работы в Хакасии.
В 1927 году стал директором Сибирского ботанического сада после ухода с этого поста П. Н. Крылова, а в 1935 году был назначен директором вновь созданного Биологического научно-исследовательского комплексного института при ТГУ. Институт организовал исследования биологических ресурсов Западной и Средней Сибири. В. В. Ревердатто уделял большое внимание вопросам истории формирования растительного покрова Сибири.

Виктор Ревердатто. Справка об освобождении (1939)

С 9 сентября 1937-го по 21 августа 1939 года содержался под следствием УНКВД Новосибирской области.
В 1941—1945 годах — заведующий кафедрой фармакогнозии Томского медицинского института, создал научную школу по изучению лекарственных растений Сибири.
В 1947 году Ревердатто совместно с Н. В. Вершининым и Д. Д. Яблоковым был удостоен Сталинской премии второй степени за разработку методов извлечения новых лечебных препаратов из лекарственных растений Сибири и внедрение их в практику здравоохранения.
В. В. Ревердатто был научным редактором сборников «Новые лекарственные растения Сибири и их лечебные препараты».
Похоронен в Томске на кладбище Томск-II.

## Труды
- Наблюдения, проведённые летом 1917 г. в низовьях р. Енисея, и список растений, собранных там. Томск, 1914
- Растительные зоны Абаканской степи / В. В. Ревердатто // Изв. Том. ун-та. — 1925. — Т. 75. — С. 254—276: 1 л. к.
- Очерк агроботанических исследований в южной части Хакасского уезда Енисейской губернии, произведенных летом 1924 г. / В. В. Ревердатто // Изв. Том. ун-та. — 1926. — Т. 76, вып. 1. — С. 79-89.
- Краткий очерк почв и растительности Том. округа и прилегающих р-нов // Тр. Об-ва изучения Том. кр. Томск, 1927. Вып. 10
- Хакасская геоботаническая экспедиция Сибземуправления / В. В. Ревердатто // Жизнь Сибири. — 1927. — № 9/10. — С. 201—202.
- То же // Сибиреведение. — 1927. — № 8/10. — С. 5-6.
- Приабаканские степи и орошаемые земли в системе р. Абакана (в пределах Минусинского и Хакасского округов Сибирского края) / В. В. Ревердатто // Изв. Том. ун-та. — 1928. — Т. 81. — С. 159—277: 5 л. ил., к.
- «Природа Сибири» (1928)
- Растительность Сибири. 1931. Ч. 3.
- Ледниковые реликты во флоре Хакасских степей / В. В. Ревердатто // Труды / Том. ун-т. — 1934. — Т. 86. — С. 1-9: 1 л. к.
- Некоторые данные о поедаемости и фактической производительности пастбищ Хакасии / В. В. Ревердатто, З. Н. Куракина // Труды / Том. ун-т. — 1934. — Т. 86. — С. 267—281.
- Введение в фитоценологию. Томск, 1935. Ч. 1; Совм. с А. П. Сергиевской
- Очерк растительности Западного Саяна / В. В. Ревердатто // Изв. Зап.-Сиб. фил. АН СССР. Сер. биол. — 1946. — Т. 1, 206 вып. 1. — С. 5-26.
- О флористическом составе некоторых ассоциаций Хакасских степей / В. В. Ревердатто // Изв. Зап.-Сиб. фил. АН

СССР. Сер. биол. — 1947. — Т. 2, вып. 1. — С. 3-7. — Библиогр.: с. 7 (5 назв.).
- Степи Хакасии / В. В. Ревердатто // Изв. Всесоюз. геогр. о-ва. — 1954. — Т. 86, вып. 3. — С. 229—240. — Библиогр.: с. 240 (7 назв.).
- О принципах классификации и выделения таксономических единиц степей Хакасии / В. В. Ревердатто // Академику

В. Н. Сукачеву к 75-летию со дня рождения: Сб. работ по геоботанике, лесоведению, палеонтологии и флористике. — М.; Л., 1956. — С. 500—506. — Библиогр.: с. 506.
- Опустыненные степи Хакасии / В. В. Ревердатто // Труды / Том. ун-т. — 1957. — Т. 147. — С. 203—211.
- Луговые степи Хакасии / В. В. Ревердатто // Изв. 224 Том. отд-ния Всесоюз. ботан. о-ва. — 1959. — Т. 4. — С. 3-8. — Библиогр.: с. 8.
- «Флора Красноярского края» (1960)
- История изучения растительности и растительных ресурсов Западной и Средней Сибири за 50 лет / В. В. Ревердатто // Изв. Сиб. отд-ния АН СССР. — 1964. — № 10. Сер. биол.-мед. наук, вып. 2. — С. 11-16. — Библиогр.: с. 15-16 (50 назв.).
- (в соавт.) Положий А. В. Флора Красноярского края. — Томск: 1976. — В. 3. — Т. 5. — С. 41—114.

## Виды растений, названные в честь В. В. Ревердатто
- Astragalus reverdattoanus Sumnev. (1933)
- Delphinium reverdattoanum Polozhij & Revjakina (1978)
- Oxytropis reverdattoi Jurtzev (1964)
- Pulsatilla reverdattoi Polozhij & A.T.Malzeva (1975)
- Senecio reverdattoi Sobolevsk. (1951) [=Tephroseris reverdattoi (Sobolevsk.) Barkalov]
- Thymus reverdattoanus Serg. (1936)
- Valeriana reverdattoana Sumnev. (1935)
- Veronica reverdattoi Krasnob. (1973)

…и другие

## Примечания

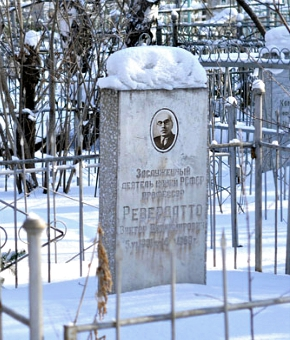
захоронение В. В. Ревердатто